# Mikko Siivikko
Mikko Siivikko (8 de junho de 1986) é um goleiro finlandês que atualmente joga pelo AC Oulu de Oulu, Finlândia.